# Casa Buonarroti

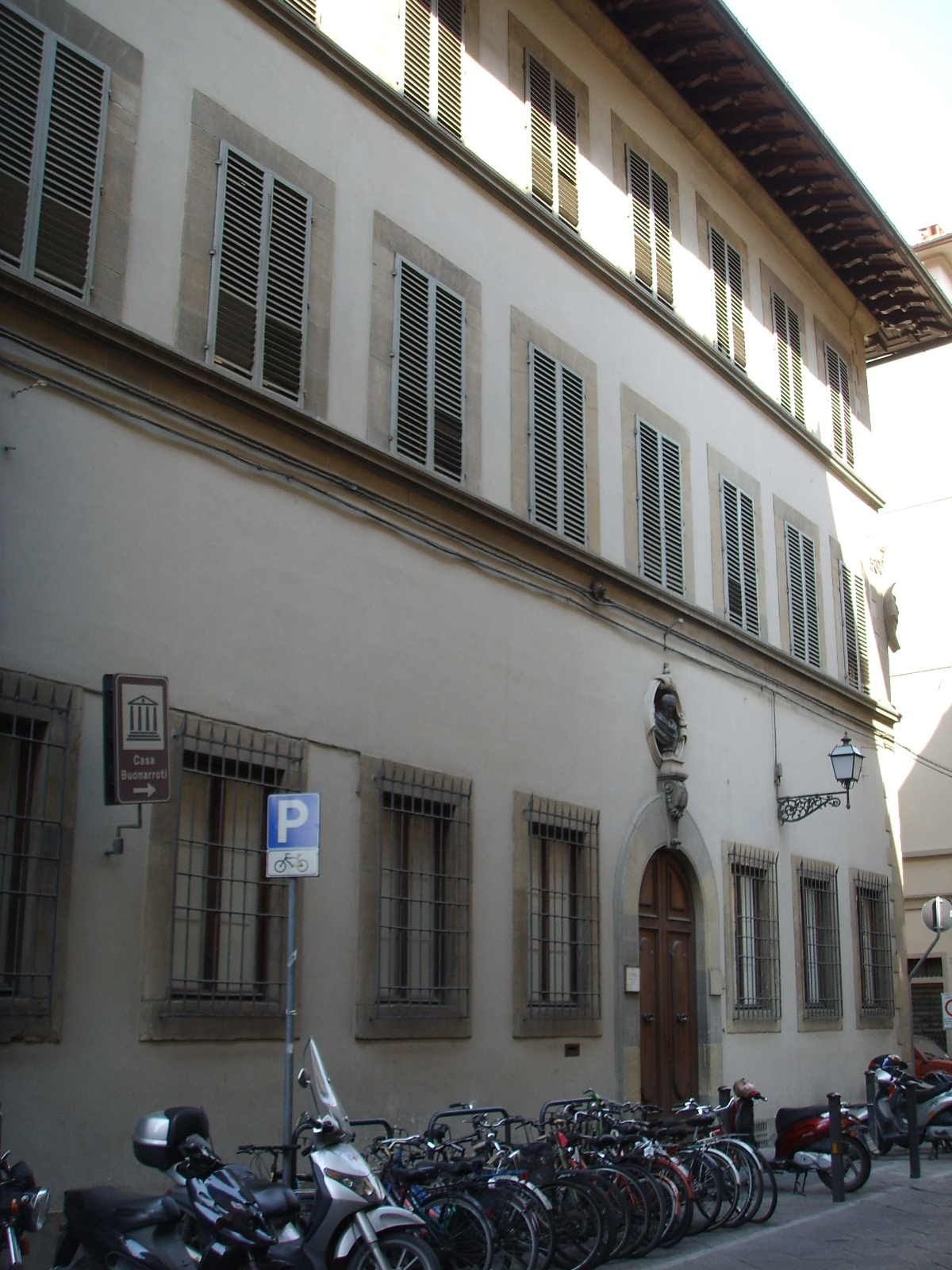
Casa Buonarroti

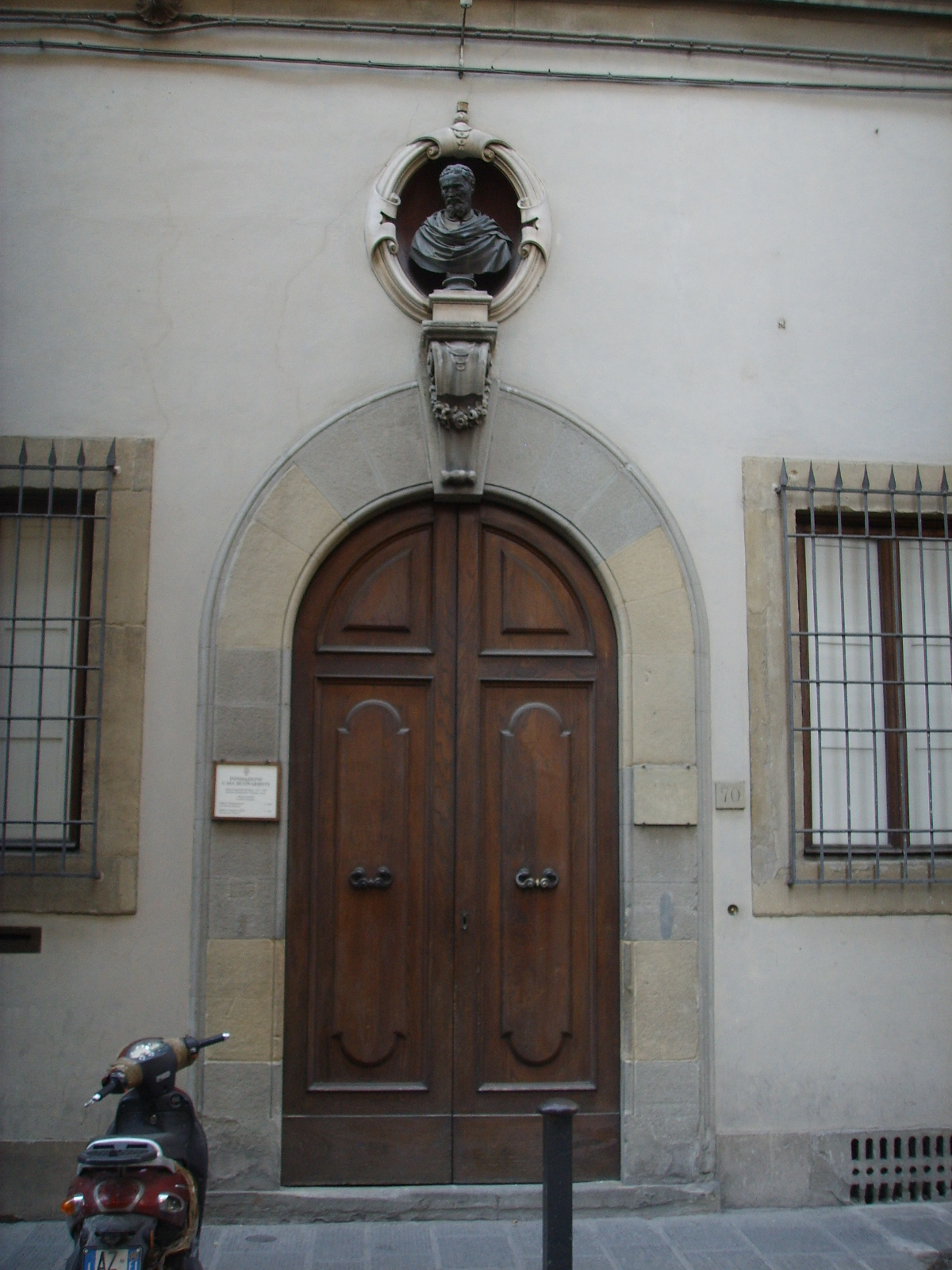
Portal de la casa Buonarroti.

Casa Buonarroti es un museo consagrado a Miguel Ángel en la ciudad de Florencia, situado en el palacio de la familia Buonarroti, en la esquina de la calle Ghibellina con la calle Buonarroti.
No es la casa natal de Miguel Ángel Buonarroti, pues lo hizo en Caprese en la provincia de Arezzo, sino que se trata de una de las casas en que vivió el artista. Su sobrino Leonardo, en los años 1546 a 1553 hizo edificar el palacio que fue luego ampliado y restaurado en su actual forma en 1612 por Miguel Ángel el Joven, hacia 1612. El Joven utilizó un proyecto que comprendía dos diseños del propio Miguel Ángel. Su último descendiente, Cosimo, ofreció el edificio y sus colecciones a la ciudad, y en 1859, un año después de su muerte, el palacio fue abierto como museo.
El aspecto externo del palacio es muy simple. Se distingue sólo el portal, sobre el que hay un busto de bronce, copia del retrato de Miguel Ángel hecho por Daniele da Volterra y conservado en el museo del Bargello.
El principal interés de este museo es la bella colección de obras del ilustre escultor reunida a lo largo de los siglos por la familia Buonarroti, descendientes de su hermano, ya que el propio Miguel Ángel no tuvo hijos. 
En los ambientes nobiliarios están los frescos del siglo XVII que exaltan la vida y las obras de Miguel Ángel, alguno de ellos obra de Artemisia Gentileschi.

## Obras principales
Miguel Ángel
- Virgen de la escalera (Madonna della Scala), ca. 1491
- La batalla de los centauros (Battaglia dei centauri), ca. 1492
- Torso virile I, ca. 1513
- Torso virile II, ca. 1513
- Nudo femminile, ca. 1513 o 1532
- Bozzetto per un Dio fluviale, ca. 1524
- Dio fluviale, ca. 1524
- Dos luchadores (Due lottatori), ca. 1525
- Madonna col Bambino, ca. 1525
- Bozzetto per un crocifisso, ca. 1562
- Nudo Virile I, ca. 1501-1503

Copias de obras de Miguel Ángel
- Noli me tangere (copia del original perdido, atribuida a Bronzino o Pontormo y otra copia atribuida a Battista Franco)

Artemisia Gentileschi
- Alegoría de la inclinación

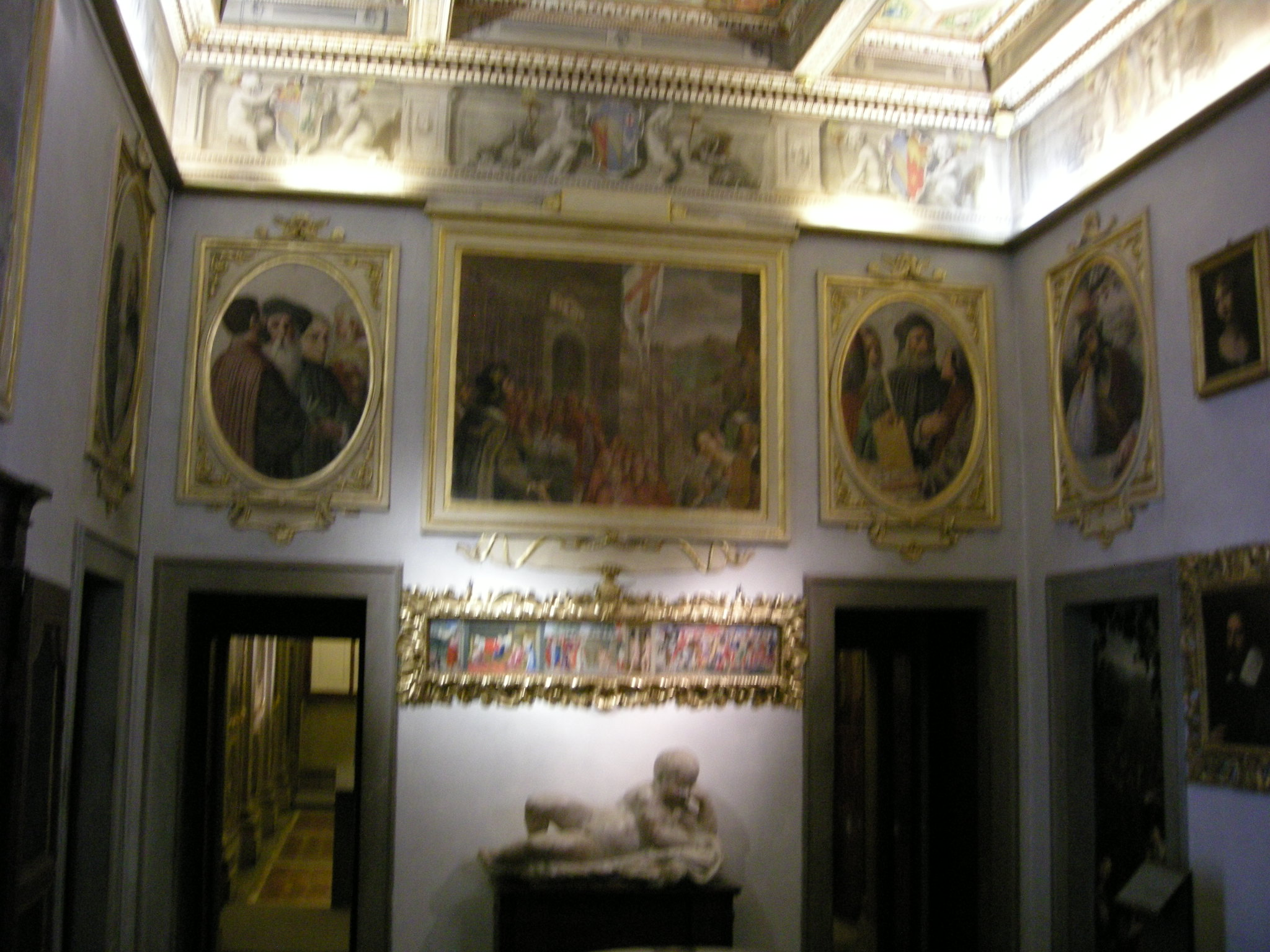
Camera della Notte e Dì
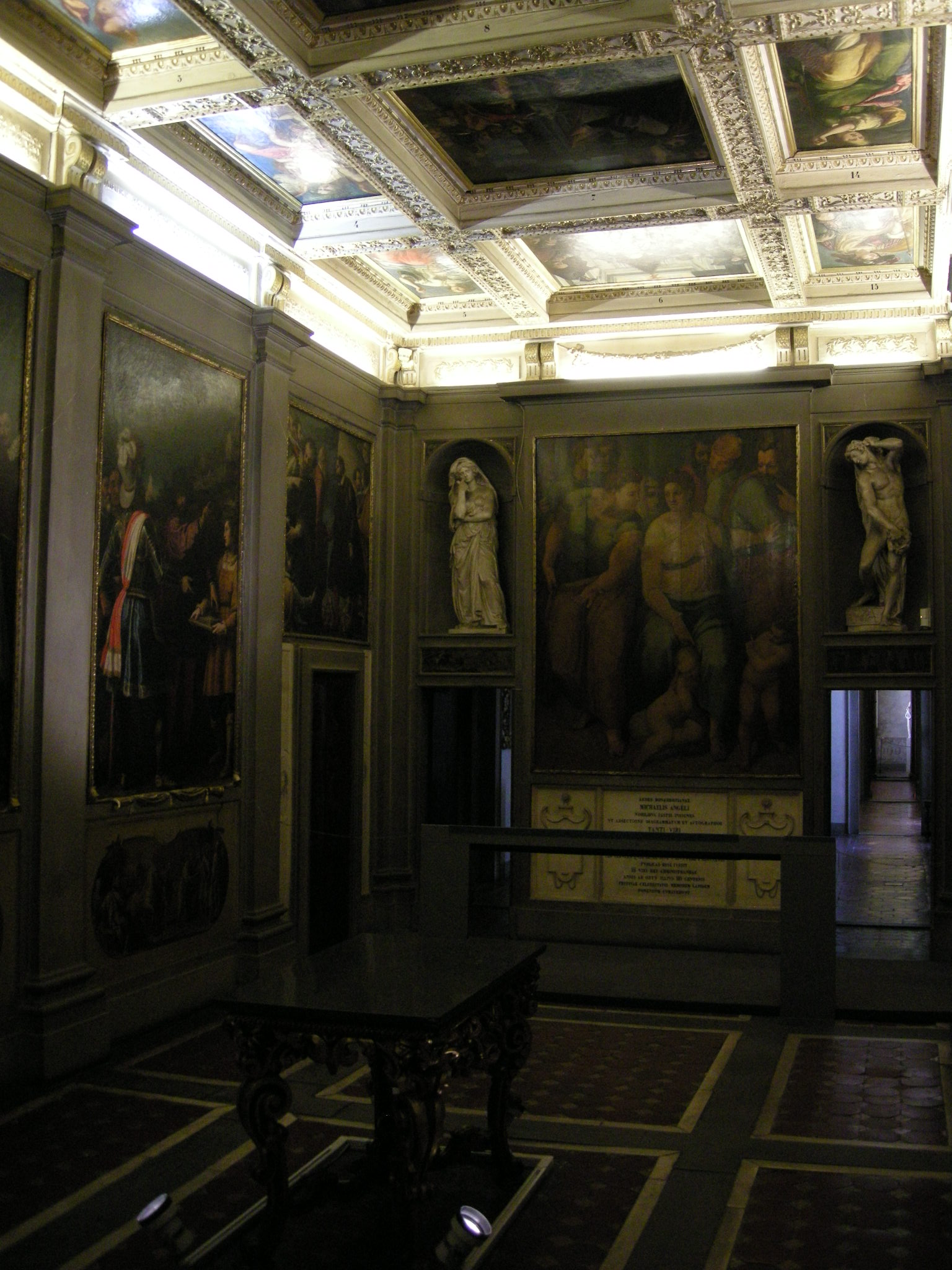
La Galleria
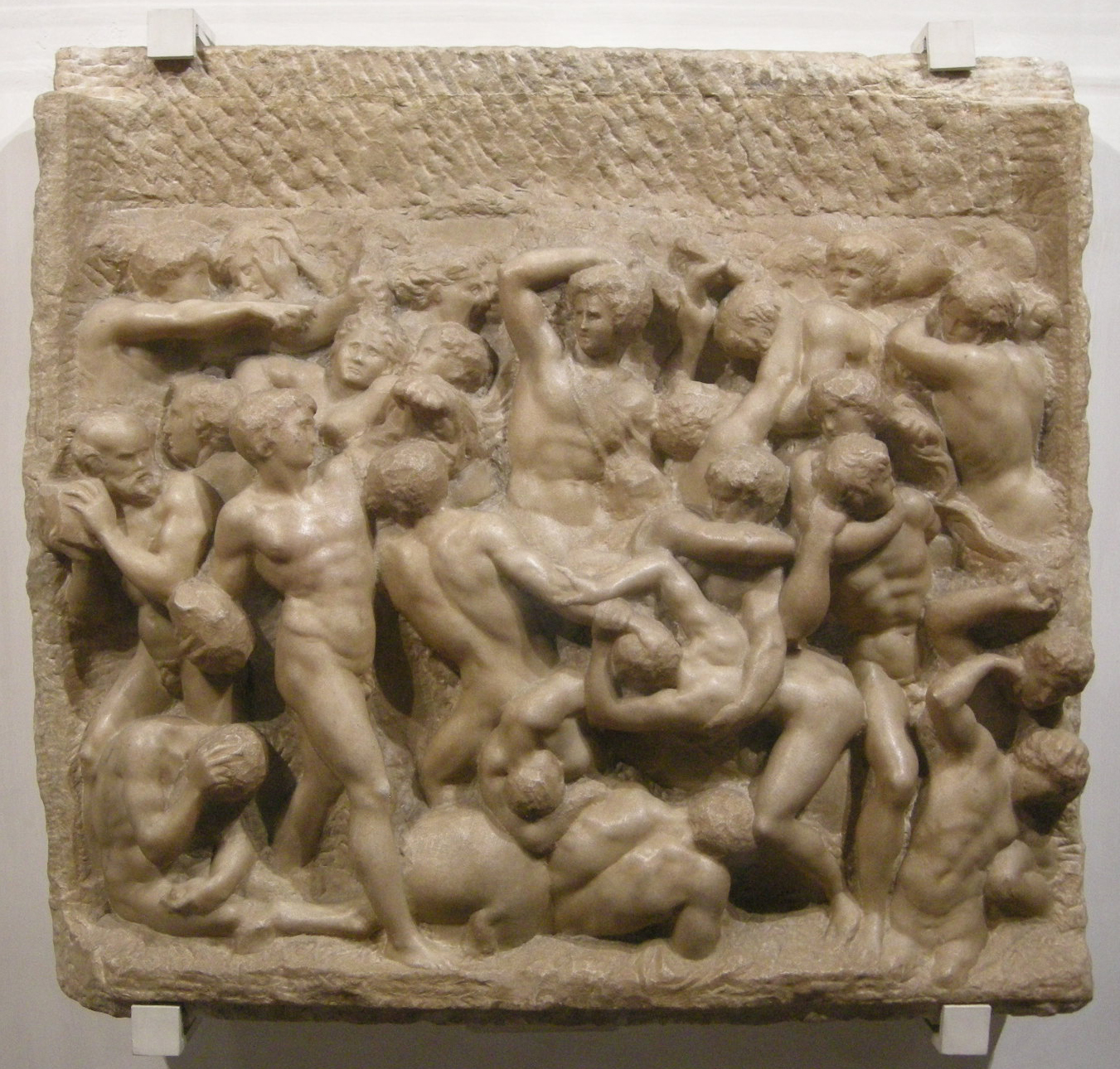
La Centauromachia
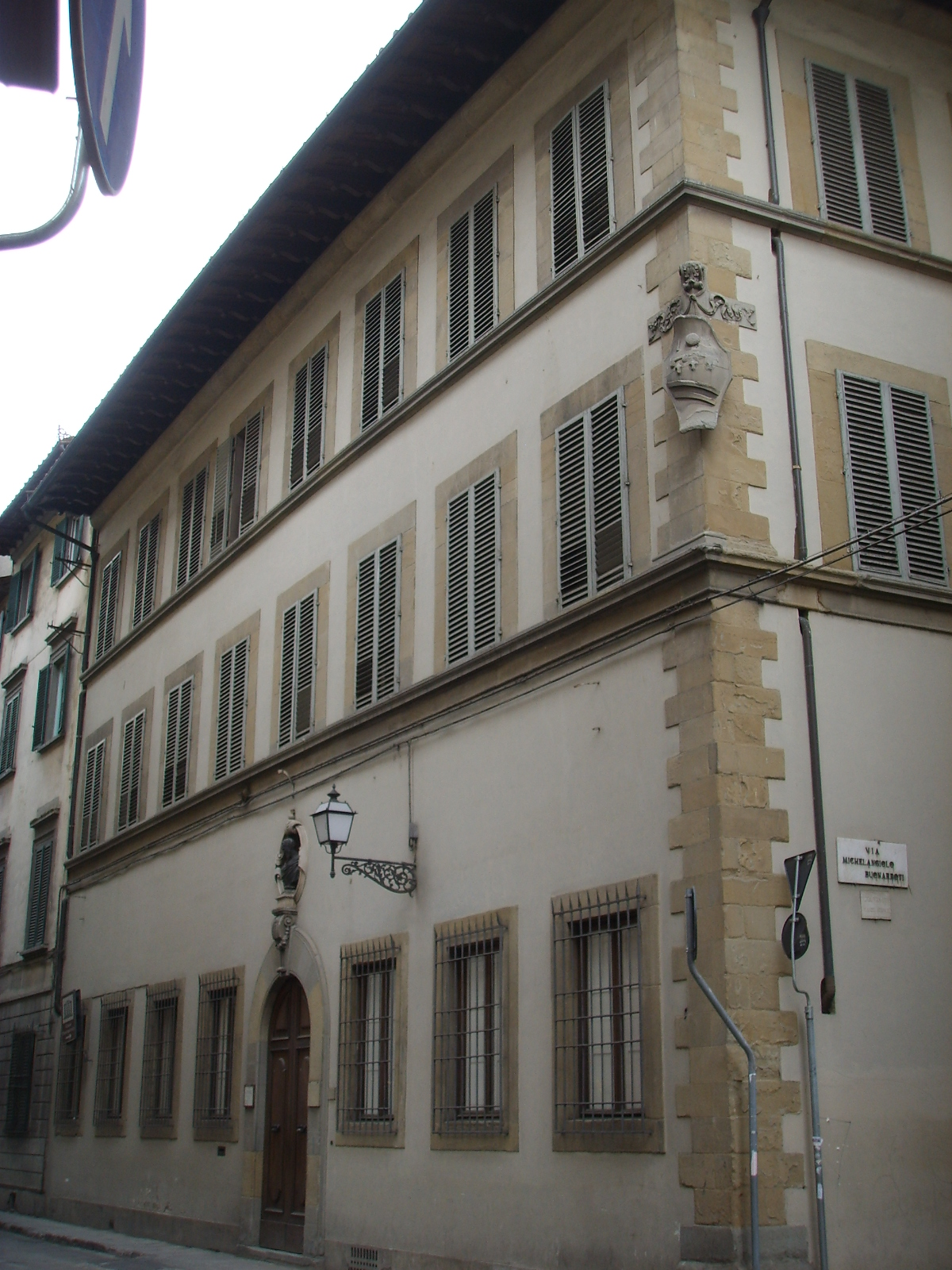
Casa Buonarroti, esterno
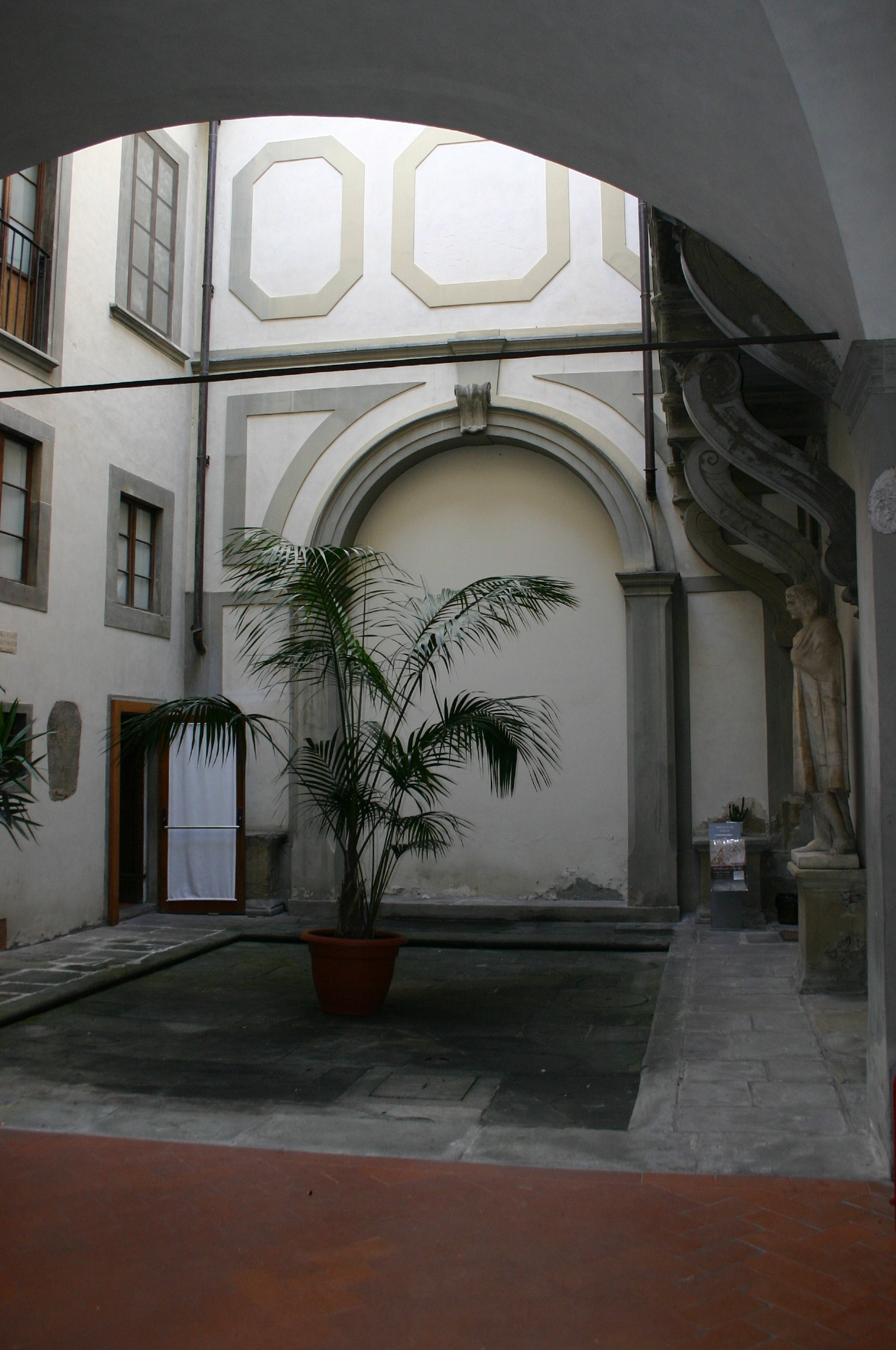
El patio